# Kloster Leibnitz

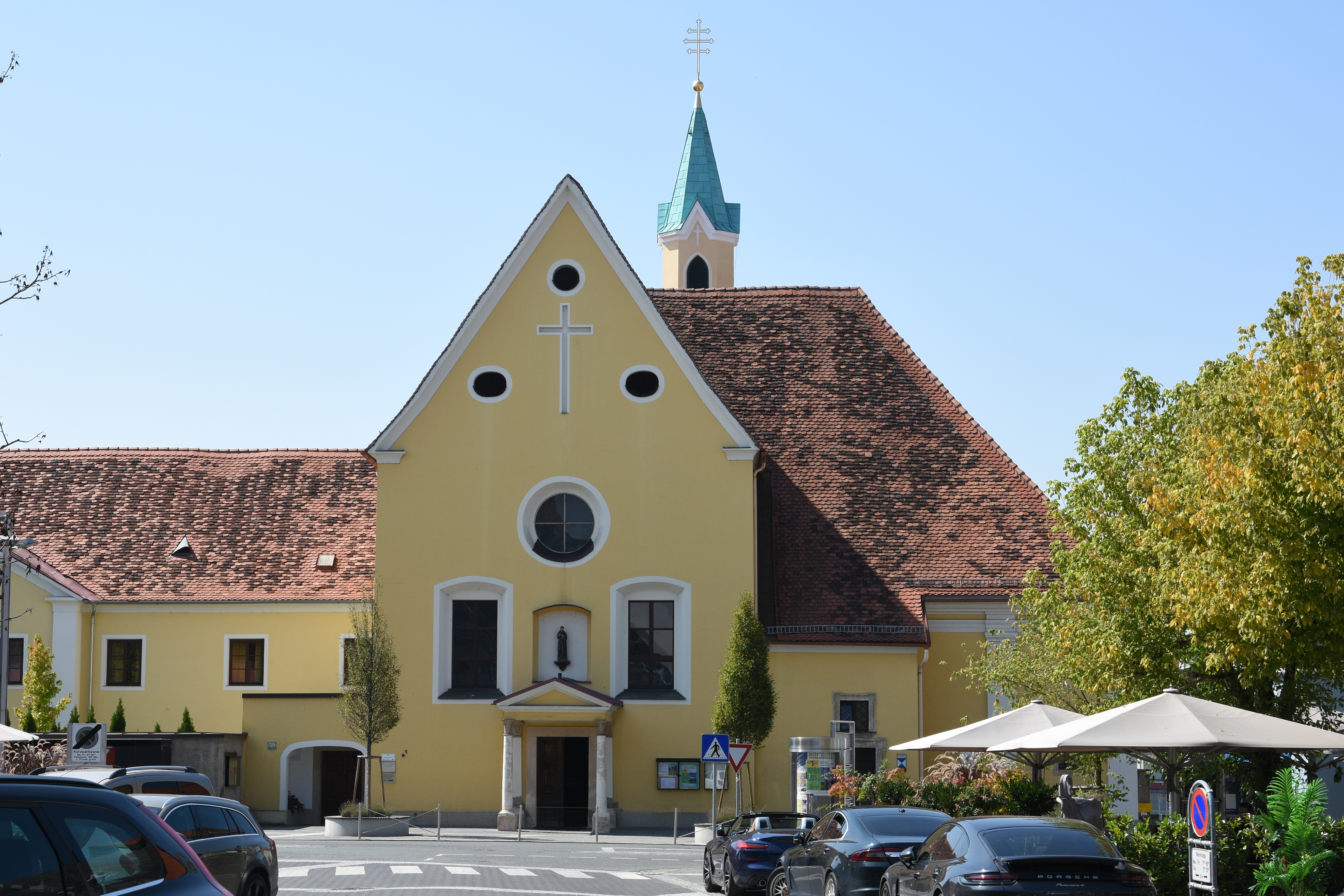
Kloster Leibnitz

Das Kloster Leibnitz ist das älteste noch bestehende Kapuzinerkloster  der Steiermark. Es liegt direkt in der Stadt Leibnitz.

## Geschichte
Das Kloster wurde durch Otto Gottfried Graf von Kollonitsch, einen Geheimrat Kaiser Ferdinands II., gegründet. 1639 legte der Fürstbischof von Seckau, Johann Markus Graf von Altringen, den Grundstein zum Klosterbau. Die Kirche zu Ehren des heiligen Kreuzes und des heiligen Apostels Andreas wurde 1643 geweiht.
1856 erfolgte der Umbau und die Erweiterung des Hauses. 1940 wurden die Mönche von den Nationalsozialisten aus dem Kloster vertrieben, konnten aber 1945 wieder dorthin zurückkehren. Nach dem Zweiten Weltkrieg diente ein Teil des Klosters eine Zeit lang als Exerzitienhaus, und bis 2001 auch als Studienkloster für polnische Theologiestudenten.